# Fueros de Valencia

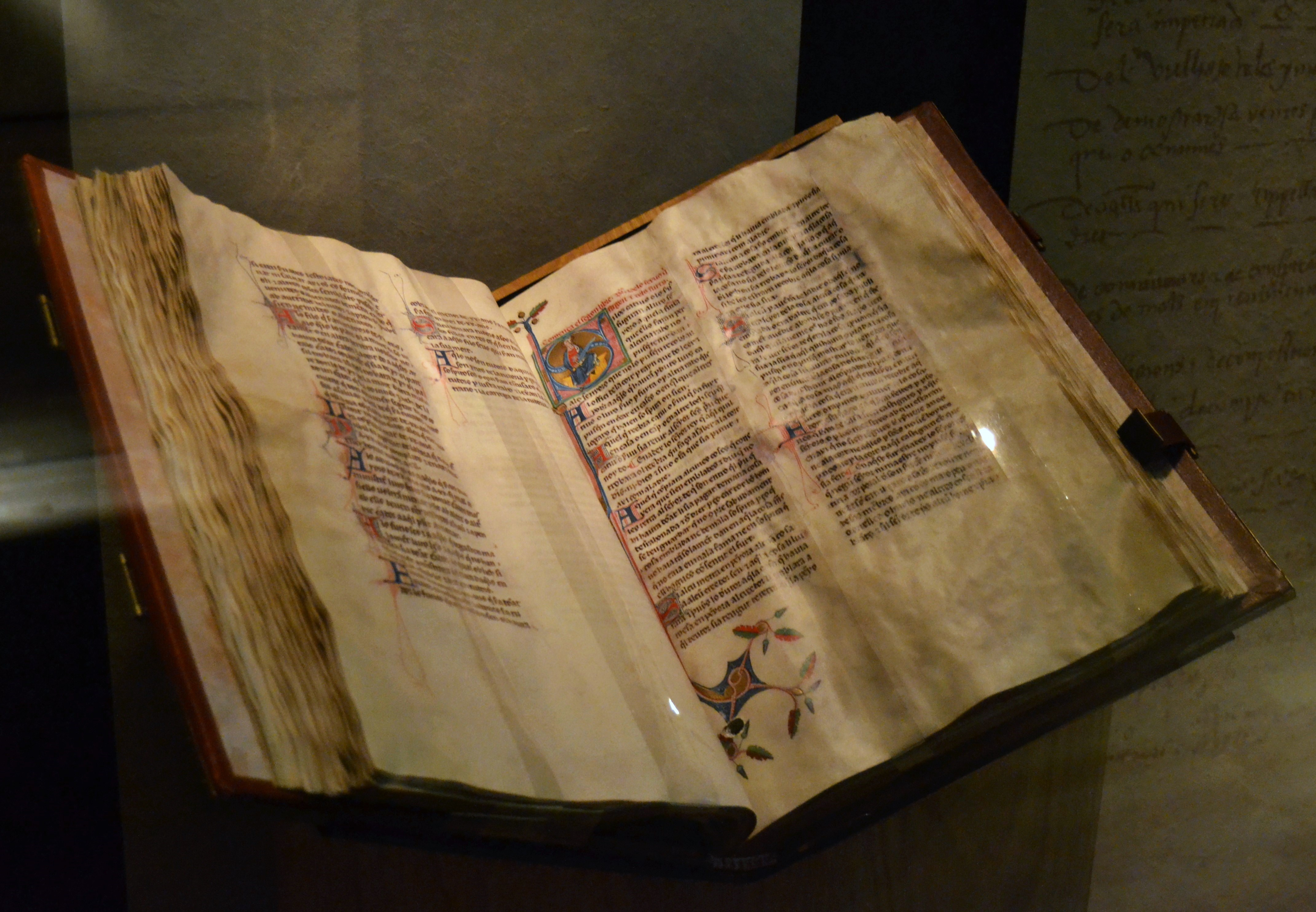
Códice de los Furs de València del Palacio de Cervelló, 1329.

Los Fueros de Valencia (en valenciano Furs de València), o Fueros de la Ciudad y Reino de Valencia, son el conjunto de leyes que rigieron el Reino de Valencia desde 1261, cuando Jaime I, el fundador del reino, los juró y promulgó en una reunión de las Cortes del Reino de Valencia el mismo año, hasta 1707, en que fueron abolidos por el Decreto de Nueva Planta, en el contexto de la Guerra de Sucesión.

## Historia

### Origen: laCostumde Valencia
La decisión del rey de Aragón y conde de Barcelona Jaime I de promulgar una ley específica para la ciudad de Valencia, con el nombre de Costum de Valencia, con la pretensión de extenderla al nuevo reino, la tomó probablemente poco antes de la toma de la ciudad en octubre de 1238, porque todo parece indicar que, al igual que los catalanes habían tenido un papel preeminente en la conquista de Mallorca, a los aragoneses se les había prometido que las nuevas tierras quedarían integradas en su reino. Así lo parecen demostrar los primeros movimientos militares, encabezados por el noble aragonés Blasco de Alagón, y el hecho de que Burriana y Almazora, conquistadas por el propio Jaime I, fueron pobladas según el Fuero de Zaragoza. De hecho la nobleza aragonesa reclamó más tarde que el nuevo reino «debía ser poblado a su fuero».
Como ha señalado Vicent Baydal, «a partir de la toma de la capital todo fue diferente: Jaime I tomó la determinación de crear un territorio administrativo diferenciado, para lo que pidió una nueva compilación legal, que posiblemente fue confeccionada durante el sitio de la ciudad por un equipo de juristas de la cancillería real en el que destacaba Pere Albert, canónigo de la catedral de Barcelona». Según este historiador, Jaime I no tomó la decisión en vano «sino en beneficio propio, basándose en la orientación cesarista del derecho romano, en favor de la autoridad pública, identificada con la de los reyes y los príncipes, que justo entonces se restauraba por toda Europa. De hecho, la gran mayoría de miembros de la cancillería real habían estudiado en la Universidad de Bolonia, el centro desde el cual se recuperaban los principios jurídicos romanos que fortalecían el poder de los monarcas como jefes de gobierno supremo y debilitaban el de los señores feudales, que tenían que plegarse a las normas dictadas por el rey». Esta valoración coincide con la de Antoni Furió.
La Costum de València «representaba una novedad extraordinaria en el siglo XIII», ha señalado Baydal, ya que era una ley que se trataba de aplicar como derecho general al nuevo reino». Sin embargo, el Costum solo se aplicaría en la ciudad de Valencia y en los núcleos de población que Jaime I controlaba directamente (y no en todos), ya que en los cedidos a nobles y eclesiásticos, como recompensa a su participación en la conquista, se regirían por los derechos que sus señores consideraran más adecuados a sus intereses. «Por tanto, unos años después de la toma de la ciudad de Valencia el reino no estaba sometido de manera exclusiva a los Costums valentinos, sino que, por el contrario, constituía un mosaico jurisdiccional formado por diferentes derechos señoriales», ha puntualizado Vicente Baydal. Los señores aragoneses aplicaban en sus nuevos dominios valencianos el Fuero de Zaragoza, mientras que las órdenes militares preferían la Costum de Lleida y los mudéjares se regían por la ley islámica.

### DeCostumsaFurs: las Cortes de 1261
Probablemente en 1250 Jaime I reformó la Costum de València con el objetivo de transformarla en la ley única y exclusiva del reino de Valencia con la denominación de Furs de València. La voluntad del rey queda expresada en el prólogo en el que se dice que las Costums de València no solo debían ser aplicadas en la ciudad de Valencia sino en el conjunto del reino:

En aquesta reyal ciutat de València e en tot lo regne e en totes les viles, castells, alqueries, torres e en tots altres lochs en aquest regne edificats ho a edificar, sotmesos novellament per la volentat de Déu al nostre governament.
Vedam donchs que negunes altres costumes en la ciutat ho en alcun loch del terme altre del regne de València en acuna cosa o agen loch; mas per aquestes costumes la cort e·els jutges degen los pleyts jutyar e determmenar...
En esta real ciudad de Valencia y en todo el reino y en todas las villas, castillos, alquerías, torres y en todos los otros lugares en este reino edificados o por edificar, sometidos recientemente por la voluntad de Dios a nuestro gobierno.
Prohibimos pues que ningunas otras costumes en la ciudad o en algún otro lugar del reino de Valencia en alguna cosa tengan lugar; mas por estas costumes la corte y los jueces deben los pleitos juzgar y determinar...

De hecho en el primer capítulo de la primera rúbrica definía el territorio del reino de Valencia con una serie de puntos fronterizos principales: Benifassà y el río Sénia por el norte; Ademús y la Font de la Figuera por el interior; y Biar y Orxeta por el sur.
Aunque no se sabe con certeza, es posible que el cambio de denominación de Costums de València por el de Furs de València se produjera en 1250 con motivo de la reunión que mantuvieron en Morella el rey Jaime I y los principales prelados y nobles con señoríos en el reino. Parece que el texto de los Costums había sido ampliado con los privilegios particulares que había recibido hasta aquel momento la ciudad de Valencia (y al mismo tiempo el cargo de cúria, una denominación de origen catalán, había pasado a denominarse Justicia, un término aragonés, como el oficial que se encargaba de las causas judiciales). El cambio de la denominación original de Costum, propia de la tradición catalana, por la de Furs, más próxima a la terminología aragonesa, posiblemente se debió a la voluntad de contrarrestar la influencia de los Fueros de Aragón, compilados en 1247 en Huesca, que amenazaba con extenderse a las poblaciones valencianas regidas por los diversos fueros aragoneses.
La voluntad expresada por Jaime I de dotar al reino de una ley propia y única no cambió la posición de la nobleza aragonesa que siguió prefiriendo aplicar los fueros aragoneses en sus dominios porque estos les garantizaban una serie de prerrogativas y además obstaculizaban la intromisión en ellos de la autoridad real y de sus oficiales. Con el fin de establecer de forma taxativa los Furs de València como la ley general del reino, manteniéndose así firme en su propósito, Jaime I reunió en 1261 a los tres estamentos —eclesiástico, nobiliario y real, en la que se considera que fue la primera celebración de las Cortes valencianas— y ante ellos proclamó solemnemente que los Furs serían aplicables a las causas judiciales de todos los habitantes de la ciudad y del reino. Aunque Jaime I ofreció algunas contraprestaciones, la nobleza aragonesa se opuso frontalmente a la pretensión del rey y acabó abandonando la reunión y la ciudad de Valencia donde se estaba celebrando la asamblea. Por el contrario, los que ofrecieron un decidido apoyo al rey fueron la ciudad de Valencia y las villas reales —conocidas todas ellas como «universidades», en referencia a la universitas, el conjunto de vecinos de cada núcleo urbano— ya que se verían beneficiados en caso de que los Furs se aplicaran a todo el territorio. «Sus oficiales de justicia ganarían poder de decisión sobre las señorías feudales, habría una base fiscal más grande para pagar tributos al monarca [nobleza y eclesiásticos estaban exentos según los fueros aragoneses] y tendrían acceso a los recursos del reino [bosques, ríos, pastos, canteras] sin tener que pagar tasas señoriales».
Jaime I ordenó la traducción al romance de los Fueros de Valencia (hasta entonces en latín), a los que se añadieron nuevas disposiciones —unas cincuenta— que habían ido surgiendo desde la primera redacción de la Costum en 1238, y a continuación los juró, declarándolos como la ley general del reino. Seguidamente estableció que sus sucesores estarían obligados a convocar Cortes en Valencia para llevar a cabo el solemne juramente en el inicio de su reinado. El privilegio otorgado por Jaime I por el que el rey quedaba obligado por él y por sus descendientes a jurar los Furs de Valencia se debió a la necesidad de dinero que tenía el rey, cantidad que fue sufragada en su mayoría por la ciudad de Valencia.
En 1271 el rey se obligó a no modificar los Furs en el futuro sin el consentimiento de las Corts, con lo quedó sancionado que las leyes del Reino de Valencia eran el resultado del acuerdo entre el rey y las élites del reino representadas en las Corts, y no podían ser revocadas sin el consentimiento de las dos partes. Se daba así nacimiento al pactismo, que también caracterizó las relaciones entre el soberano y sus vasallos en el resto de estados de la Corona de Aragón, incluso después de su unión dinástica con la Corona de Castilla, lo que dio nacimiento a la Monarquía Hispánica.

### El conflicto foral y su resolución (1276-1330): las Cortes de 1329-1330
En 1276 moría Jaime I dejando un reino dividido por la cuestión foral, a pesar de que en las Cortes de Aragón de 1264-1265 los nobles aragoneses habían conseguido que el rey les reconociera el derecho a acogerse a los Fueros de Aragón en sus dominios valencianos. Como ha señalado Agustín Rubio Vela, el rey «no rectificó el texto» de los Furs sino que «se limitó a aceptar una situación de hecho, lo que suponía bastante menos de lo que los nobles pretendían: el reconocimiento de que la conquista había sido, no una empresa de la Corona y sus súbditos catalanes y aragoneses, sino una gesta exclusiva de Aragón, motivo por el que su fuero tendría que regir en el territorio». En un memorial entregado al rey durante la celebración de las Cortes se decía que el reino de Valencia «deve seer d'Aragón, et deve aver Fuero d'Aragón, porque es conquista d'Aragón». El rey les respondió, según Jerónimo Zurita, que «aquella tierra la ganó con aragoneses y catalanes y con otros extranjeros de su señorío que se hallaron en ella» y que el de Valencia «era reino separado y de por sí, y nunca había sido sujeto a otro reino», por lo que «no le quería obligar a otras leyes; antes era su voluntad que en todo se gobernase como reino apartado y no unido con éste». «Este fue el estado de cosas que heredó Pere el Gran, que todavía tuvo que hacer frente a un considerable agravamiento de la situación, que llegó, incluso, a la guerra entre los impulsores de los fueros valencianos y los defensores de los fueros aragoneses», ha señalado Vicent Baydal
La solución del conflicto —la unidad foral— no se alcanzó hasta cincuenta y tres años después de la muerte de Jaime I, bajo el reinado de Alfonso el Benigno (1327-1336). Durante la celebración de las Cortes del Reino de Valencia en 1329-1330 se acordó, no sin una fuerte controversia, que los Furs, que fueron jurados por el rey en cumplimiento de lo establecido por Jaime I, serían los únicos que regirían en el reino y que los señores aragoneses, siempre que se adaptasen a los Furs, podrían aplicar en sus dominios el «mixto imperio», pero no el «mero imperio» como reclamaban (la jurisdicción civil y criminal con poderes judiciales plenos, incluyendo la facultad de establecer penas de muerte, quedó reservada al rey) ya que esto hubiera supuesto que siguieran rigiéndose de hecho por los Fueros de Aragón, pues era esta la principal prerrogativa que aquellos les garantizaban (aunque el mero imperio se mantendría para los señores que lo hubieran obtenido previamente mediante una concesión real expresa). El «mixto imperio» era una jurisdicción menor, también conocida como jurisdicción alfonsina en honor al rey, que no incluía la posibilidad de aplicar penas de muerte ni mutilaciones —que quedaban en manos de la justicia real— pero que les garantizaba a los señores unos poderes nada despreciables.
Según Vicent Baydal, el acuerdo de 1329 que puso fin al pleito foral «trató de contentar, aunque fuera parcialmente, a las principales capas dirigentes del país: tanto a los grandes señores con privilegios especiales de mero imperio, que podían conservar la jurisdicción civil y criminal plena, como a los señores medianos y pequeños, ya fueran caballeros, eclesiásticos o ciudadanos, que adquirían oficialmente el mixto imperio jurisdiccional. No era, pues, la solución final buscada por todos los que habían defendido durante tantos años las leyes valencianas, ya que cedieron notables cuotas de poder a los señores en detrimento del rey. En todo caso, la disposición fue finalmente aceptada...». Según Agustín Rubio Vela, «Alfons IV no pudo darle una solución definitiva [al conflicto] por no contrariar excesivamente a ninguna de las partes —quizás también para evitar una intervención, peligrosa y desestabilizadora, institucional de Aragón—, pero puso las bases, los medios legales para que el conflicto se extinguiera lentamente... La verdad es que en 1329-1330 se dio un paso importante en el proceso territorializador, si se juzga por los numerosos lugares en que pasaron a regir los furs: Moixent, Alboraia, Carlet, Benimodo, Albalat de la Ribera, Llombai, Pardines, Almenara, Mascarell, Oliva, Vilamarxant, Tírig, Alcoleja, Morella... pero no fue total».

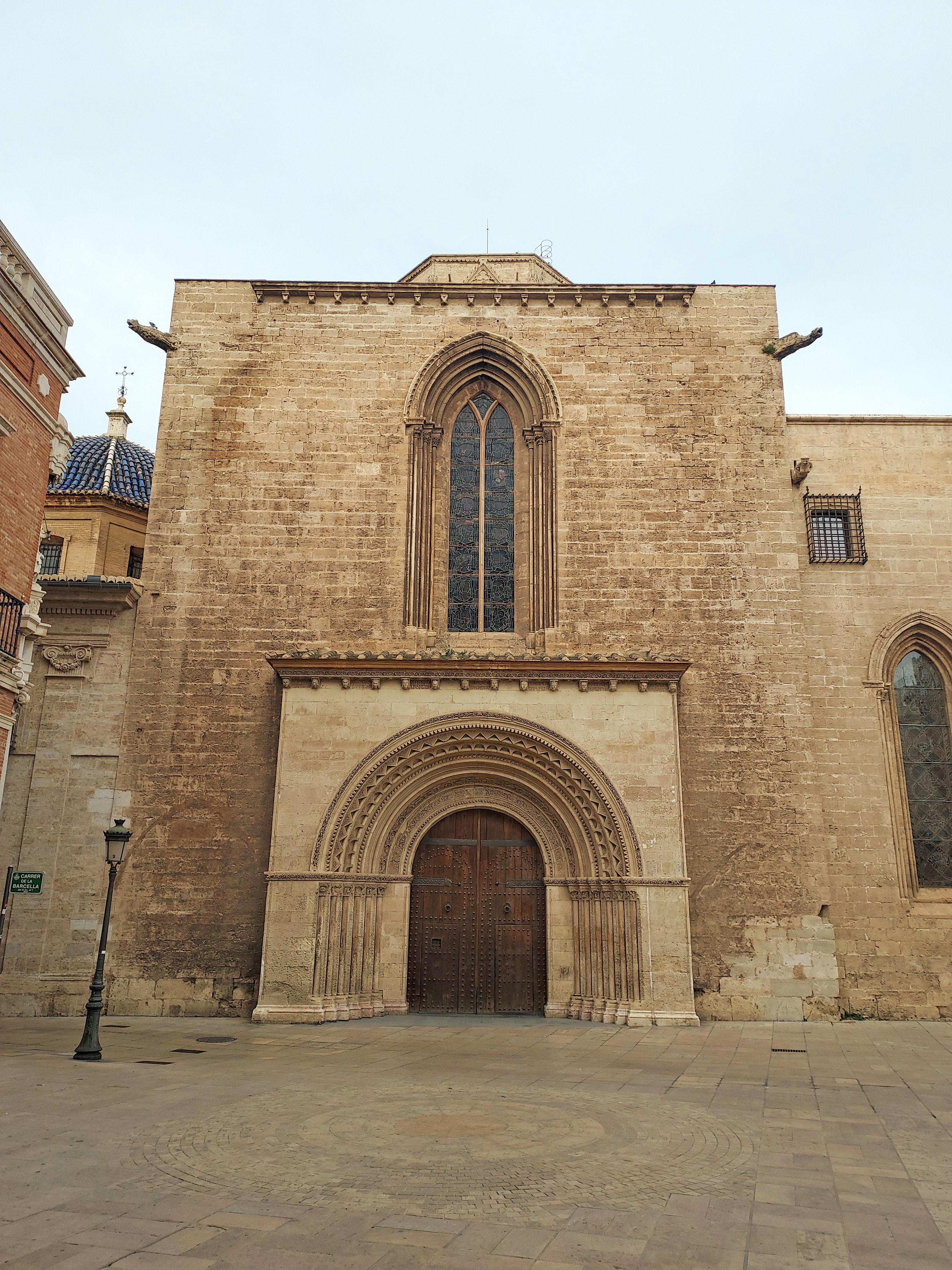
Puerta de la Almoina de la Catedral de Valencia. Aquí se publicaron y juraron solemnemente los nuevos Furs de València el 24 de octubre de 1329.

Tras el acuerdo sobre la unión foral en las Cortes se trataron otros muchos asuntos que dieron lugar a los «Furs nous» ['Fueros nuevos'], llamados así porque eran los primeros publicados desde la época de los «Furs vells» ['Fueros viejos'] de Jaime I (en las Cortes de 1286, 1292 y 1301-1302 se habían aprobado disposiciones que afectaban únicamente al estamento real, y las de 1314 y de 1325 no habían producido ningún tipo de legislación, todo ello como consecuencia de la no resolución del pleito foral). Los nuevos Furs de València fueron publicados y jurados solemnemente en la catedral de Valencia el 24 de octubre de 1329, poniéndose así fin a la lucha civil que había enfrentado a los dirigentes del reino durante cinco décadas y media. «A partir de entonces —progresivamente— las Cortes pasaron a ejercer un papel fundamental en el gobierno general del reino, mediante la participación activa de toda la comunidad política», ha señalado Vicent Baydal. En 1336 los síndicos de los núcleos reales así lo expresaron con claridad por primera vez con motivo del acceso al trono de Pedro el Ceremonioso: «La dita Cort general representa tot lo regne de València».
La aceptación de los Furs por los caballeros de fuero aragonés no fue inmediata —de hecho muchos de ellos no estuvieron presentes cuando se aprobaron los «Furs nous», como tampoco los representantes de Borriana y Vila-Real, que se regían por las leyes aragonesas— por lo que el 10 de enero de 1330 se convocó una última sesión de Cortes para que se adhirieran, así como Borriana y Vila-Real que fueron declaradas «per tostemps de fur de València e sotmeses a aquell, foragitants d'aquí de present fur d'Aragó» ['por todo el tiempo de fuero de Valencia y sometidas a aquél, expulsando de aquí de presente fuero de Aragón']. Además en aquella sesión se dio un plazo máximo de tres meses para que el resto de los señores se adaptaran a los Furs. Aunque el cambio no fue tan rápido, a lo largo de los cinco años siguientes numerosos caballeros se fueron acogiendo a las leyes valencianas.
Sin embargo, los Fueros de Aragón no desaparecieron completamente del reino de Valencia, porque el rey declaró una exención especial para diversos magnates, como los Xèrica, los Luna, los Arenós y los Urrea, que se mantendría hasta las Cortes de 1626. Así, hasta esta última fecha, las leyes aragonesas perduraron en ciertos reductos, como los pequeños señoríos de Benaguasil, la Pobla de Vallbona y Almassora, o en cuatro grandes baronías del interior, fronterizas con Aragón: las de Arenós, Chelva, Xèrica y Alcalatén. Sobre esto Agustín Rubio Vela ha advertido que el conflicto foral, «a pesar de su carácter residual, continuó viviéndose con pasión por las dos partes. A partir de 1330, atenuadas las ventajas del fuero con la vigencia de la jurisdicción alfonsina, afloró con más pureza la carga emocional que había debajo: había que hacer frente al intervencionismo aragonés en el reino... Había también una dimensión nacional: la unidad jurídica de los valencianos quedaba en duda y la vigencia plena de sus furs oscurecida para una legislación foránea, defendida a ultranza por un sector de la nobleza que incluso se negaba a comparecer en las cortes valencianas, por considerar que no eran las suyas. El problema adquiere a partir de entonces matices manifiestamente identitarios».
Por otro lado, la unión foral se tradujo en el uso inmediato del concepto de «General del regne de València» para referirse a la comunidad política formada por el conjunto de los tres estamentos. Fue el término que utilizaron, por ejemplo, los representantes de las villas reales en una reunión que mantuvieron en 1332 con el rey Alfonso el Benigno en la que expusieron asuntos «tocants lo bon estament de tot lo General del regne» ['tocantes al buen estado de todo el General del reino']. En relación directa con esto Vicent Baydal ha destacado que «las mismas Cortes de 1329-1330 fueron el escenario del primer donativo general concedido globalmente por todo el reino, pues los de las anteriores asambleas parlamentarias habían sido casi siempre un asunto exclusivo de los núcleos reales, ya que los otros estamentos, especialmente el nobiliario, se negaban a contribuir a los gastos de la Corona. [...] Y, además, era un donativo que se tenía que pagar durante seis años mediante tributos indirectos impuestos en todo el territorio y recaudados por una comisión interestamental formada por dos nobles, dos eclesiásticos, dos ciudadanos y dos hombres de villa... de manera que al concepto político de General se sumó una tarea efectiva: la recaudación y gestión de recursos fiscales». «Unión foral, unión política y unión fiscal iban, pues, de la mano», concluye Baydal.
Precisamente fue por esas fechas cuando empezó a utilizarse el gentilicio «valenciano» para referirse a los habitantes del reino. Se ha documentado su uso por primera vez en una carta que envió Pedro el Ceremonioso al magnate de estirpe aragonesa Pedro de Xèrica en noviembre de 1336 en la que le conminaba a que asistiera a la reunión de las «Cortes de Valencia» y allí lo jurara como su rey «segund fuero de Valencia», y en la que le recordaba, en romance aragonés, que así lo habían hecho sus predecesores en la casa nobiliaria de los Xèrica que nunca se habían negado a «fazer todos actos de richos homnes e valençanos» ['hacer todos (los) actos de ricoshombres y valencianos']. Sin embargo, su uso no se generalizará hasta la década de 1350 pues en la documentación siguieron predominando expresiones como «regnicolis regni Valencie» «habitadors del regne de València» o «los del regno de Valencia».

### Reinado de Pedro el Ceremonioso (1336-1387): guerra de la Unió; nacimiento de la Diputación del General
Durante los primeros años de su reinado el nuevo rey Pedro el Ceremonioso, aconsejado por un grupo de nobles y de juristas roselloneses desarrolló una política autoritaria basada en una concepción cesarista del poder que al situar la voluntad del rey por encima de los Furs rompía con el pactismo que había regido hasta entonces las relaciones entre el soberano y sus vasallos. Esta fue la causa principal de la formación de la Unió encabezada por la ciudad de Valencia que en mayo de 1347 convocó a los representantes de los tres estamentos «per conservar furs, privilegis, libertats e bon uses, franquees e inmunitats de la ciutat et regne de aquella» ['para conservar fueros, privilegios, libertades y buenos usos, franquicias e inmunidades de la ciudad y reino de aquella']. Tras unos éxitos iniciales los «unionistas» fueron derrotados por el ejército realista comandado por el propio rey en la batalla de Mislata del 8 de diciembre de 1348, desatándose a continuación una dura represión contra ellos.
A principios de 1349 se celebraron Cortes en las que se abolieron las disposiciones emanadas de la Unió y las arrancadas al rey. Sus acuerdos constituyeron los «Furs novells» que se sumaron a los «Furs vells» de las Cortes de 1261 y 1271, bajo Jaime I, y los «Furs Nous» de 1329-1330, bajo Alfonso el Benigno. «Era la cuarta vez en la historia valenciana que se promulgaban leyes generales para el conjunto de los estamentos... No obstante, evidentemente las Cortes de 1349 no constituyeron un foro de negociación colectiva, sino que, en su tarea de represión, estuvieron férreamente controladas por el monarca».
A partir de entonces, apunta Vicent Baydal, «Pere el Cerimoniós mantuvo una posición de fuerza y evitó convocar nuevas Cortes durante los años siguientes... Requirió directamente los subsidios sin proceder a ningún tipo de negociación: el reino había quedado subyugado a su voluntad después de la derrota de la Unió. Sin embargo, eso cambiará radicalmente a partir de 1356, cuando el rey de Castilla, Pedro I, el Cruel, comenzó a dirigir ataques contra la Corona de Aragón». En efecto, el monarca falto de recursos a causa de las continuas alienaciones del patrimonio real y de su política de expansión mediterránea, se vio obligado a convocar Corts para conseguir los subsidios que necesitaba ya que como le comunicó la ciudad de Valencia, «d'ací avant no vulla que ajuda alcuna sia demanada a la ciutat singularment, mas si alcuna ajuda convenia ésser feta, que aquella sia feta generalment per totes les ciutats, viles e lochs del regne de València» ['de aquí en adelante no quiera que ninguna ayuda sea pedida a la ciudad singularmente, mas si alguna ayuda convenía ser hecha, que aquella sea hecha generalmente por todas las ciudades, villas y lugares del reino de Valencia'].
En las Cortes de 1358, a cambio de conseguir el pago del sueldo de quinientos hombres a caballo durante dos años, para vigilar las fronteras del reino, Pedro el Ceremonioso se vio obligado a atender las peticiones de los braços que dieron nacimiento a doce fueros nuevos, «ab acort, consell e exprés consentiment» ['con acuerdo, consejo y expreso consentimiento'] de todos los asistentes. Sin embargo, el dinero no fue recolectado conjuntamente como había sucedido en 1330 y en 1340 sino que cada braç lo hizo por separado por la cantidad que le había correspondido. Pero al año siguiente, acuciado por la amenaza de invasión del reino de Aragón por el rey castellano Pedro I al frente de un poderoso ejército, el Pedro el Ceremonioso pidió más recursos y los estamentos valencianos celebraron un parlamento de urgencia. Su situación era tan difícil que el rey aceptó que el dinero pagado fuera controlado por los estamentos hasta la última moneda, lo que constituía una novedad capital. En concreto se llegó a un acuerdo con el estamento eclesiástico y con el estamento real, que eligieron unos diputados —Bernat Ordi, por el primero; Arnau de Valleriola, por el segundo— encargados no solo de recolectar el dinero sino también de administrarlo en nombre del reino.
En las Cortes de 1360 se dio un paso más ya que no solo los estamentos consiguieron plenos poderes para gestionar de manera autónoma los dineros prometidos (en aquel momento el reino de Valencia estaba siendo invadido por el rey de Castilla por el interior y por el sur), sino que se encargarían de realizar el reclutamiento de los quinientos hombres a caballo acordados, compuestos preferentemente por naturales del reino de Valencia, y, además, al finalizar la administración del donativo no habrían de rendir cuentas al rey sino «tan solament al General o deputats per aquell» ['tan solo al General o diputados por aquel']. Sin embargo, en esta ocasión, por desavenencias entre los braços no se nombraron diputados sino unos síndicos provisionales que gestionaron el donativo.
Fue en las Cortes siguientes, celebradas en Monzón en 1362-1363 (donde también se reunieron las Cortes de Aragón y las Cortes Catalanas), cuando nació definitivamente la Diputación del General. De nuevo la situación del rey Pedro el Ceremonioso era crítica (Pedro I de Castilla había roto por sorpresa la paz acordada en 1361 y había atacado de forma virulenta los reinos de Aragón y de Valencia, al mismo tiempo que un gran brote de peste negra asolaba la península; Pedro el Ceremonioso había advertido en un discurso a las tres asambleas reunidas para la ocasión del peligro de que «ço que havem juntat a conquerir D anys perdam en XV dies» ['esto que hemos juntado en quinientos años lo perdamos en quince días']) y tuvo que aceptar todas las condiciones que le impusieron los estamentos a cambio del pago de una cantidad exorbitante de dinero. Como ya se había acordado en el parlamento de 1359 los diputados designados por los estamentos serían los que gestionarían de forma autónoma los dineros recaudados, pero se añadió una novedad: parte del subsidio acordado se pagaría mediante un nuevo tributo, las «generalitats», unos gravámenes sobre la producción textil y el comercio exterior que tenía que pagar todo el mundo, independientemente de la condición social o del estamento al que perteneciera. Este impuesto es el que acabó de dar el nombre de Generalitat a la misma Diputación del General, «que a partir de entonces se consolidó como el organismo de gestión de los donativos pagados al rey por el conjunto del territorio», ha señalado Vicent Baydal.
En esas Cortes de 1362-1363 se aprobaron hasta cuarenta y cinco furs nuevos, uno de los cuales obligaba al rey a celebrar Cortes cada tres años «a bé de la cosa pública del regne de València», compromiso que debía ser jurado por sus sucesores al principio de cada reunido, y que si no lo hacían no podrían «fer o demanar subsidi, do o ajuda al dit vostre regne o a alcun braç de aquell» ['hacer o pedir subsidio, don o ayuda al dicho vuestro reino o algún brazo de aquel], y que la petición podría ser denegada «sens encorriment de alcuna pena, per gran necessitat que y fos per alcuna manera o rahó» ['sin incurrir en ninguna pena, por gran necesidad que hubiera por alguna manera o razón']. «Es decir, que se ofrecerían donativos con la condición de que el rey gobernara a través de las Cortes. Y precisamente eso fue lo que sucedió a los largo de los años posteriores. Por ejemplo, durante los veinticuatro años que quedaban de reinado de Pedro el Ceremonioso se celebraron hasta nueve reuniones de Corts valencianas... De esta forma las Corts, como foro de debate político, y la Generalitat, como organismo de gestión fiscal derivado de las reuniones parlamentarias, se convirtieron en las máximas instituciones representativas del reino», ha indicado Vicent Baydal.
En relación directa con el proceso de asunción definitiva del concepto de «General» del reino, se extendió el uso del gentilicio «valencians» (valencianos) para referirse al conjunto de los habitantes del reino. Desde mediados de la década de 1350 aparece profusamente en la documentación de las Cortes («celebràs Corts generals als valencians», «les Corts per ell començades de celebrar als valencians», etc.) y de la cancillería real («demanàs graciosament ajuda als valencians per la guerra», «per demanar ajuda e secors als valencians», etc.), y en muchas ocasiones al lado de los otros gentilicios de la misma Corona (cuya aparición era muy anterior): «aragonesos e valencians», «cathalans e valencians», «aragonenses, cathalani et valentini» (en latín), etc. También aparece en la Crónica de Pedro el Ceremonioso, escrita hacia el final de la década de 1370.
Este particularismo valenciano también alcanzó al nombre de la lengua, aunque más tardíamente, ya que la denominación llengua valenciana acabó prevaleciendo en el siglo XV sobre la de català que —junto con otras más genéricas como romanç, pla o vulgar— había sido el más utilizado hasta la segunda mitad del siglo XIV. Sin embargo, el uso del término de llengua valenciana no significaba que se considerara una lengua diferente al catalán. «Queda fuera de toda duda de que los que la utilizaban [la nomenclatura particularista] lo hicieran con intención de negar la unidad de la lengua», ha afirmado Agustín Rubio Vela. «No se trata de una afirmación nuestra, sino de una realidad objetiva que aflora, a veces de manera contundente e inequívoca, en los textos de la época... que se refieren a la lengua de los valencianos como catalana o valenciana», añade Rubio Vela. Por ejemplo, en el proceso de beatificación de Vicente Ferrer se dice en numerosas ocasiones que predicaba en catalán o valenciano [in sua vulgare idiomate Catalonie seu Valentino], e incluso, algunos testigos declararon que la lengua materna del futuro santo, nacido en Valencia, era el catalán (ydioma cathalonicum).

### Abolición: Decreto de Nueva Planta de 1707
Tras su victoria en la batalla de Almansa de 1707 sobre los partidarios del archiduque Carlos en la Guerra de Sucesión, el que sería el primer rey borbón de España, Felipe V, promulgó el Decreto de Nueva Planta que puso fin a todo el sistema legislativo y político valenciano. Así se justificaba y se establecía en el Decreto:

Considerando haber perdido los Reinos de Aragón y de Valencia, y todos sus habitadores por la rebelión que cometieron, [...] y tocándome el dominio absoluto de los referidos reinos [...], pues a la circunstancia de ser comprendidos en los demás que tan legítimamente poseo en esta Monarquía, se añade ahora la del justo derecho de la conquista que de ellos han hecho últimamente mis Armas con el motivo de su rebelión...
 He juzgado conveniente (así por esto como por mi deseo de reducir todos mis reinos de España a la uniformidad de unas mismas leyes, usos, costumbres y Tribunales, gobernándose igualmente todos por las leyes de Castilla tan loables y plausibles en todo el Universo) abolir y derogar enteramente, como desde luego doy por abolidos y derogados, todos los referidos fueros, privilegios, práctica y costumbre hasta aquí observadas en los referidos reinos de Aragón y Valencia; siendo mi voluntad, que éstos se reduzcan a las leyes de Castilla, y al uso, práctica y forma de gobierno que se tiene y ha tenido en ella y en sus Tribunales sin diferencia alguna en nada.

## Características propias de los Fueros y sus implicaciones
Las circunstancias propias del reino de Valencia obligaron a ciertas características especiales de los fueros. El ajuste religioso (cristianos, musulmanes y judíos) dio lugar a problemas de estructuración jurídica. Esto, sumado a los intereses del rey de restar poder a la nobleza feudal hizo que la nueva legislación valenciana estableciese unas fórmulas predemocráticas, con una juridicidad romanista dentro de un poder real prevalente. Esto contrastaba con las viejas estructuras feudales de los otros reinos y condados de la corona. El ius soli se impuso sobre el ius sanguinis por primera vez en los reinos de la península.
Esta población estaba además en una fase de mutua adaptación étnica (el poble ajusdadis que menciona Eiximenis). Esto configuró poco a poco en la ciudad de Valencia un régimen político urbano, de ciudad-estado, mercantil, artesanal y mesocrática, comparable al de otras ciudades mediterráneas (Venecia, Génova, etc.) que estaban también en efervescencia. Las facilidades económico-comerciales atrajeron inmigrantes en busca de una mejor calidad de vida, y Valencia entró en una fase de expansión económica y cultural, el siglo de oro valenciano, que le llevaría a un florecimiento político, literario y artístico anterior al Siglo de Oro español.
El rey Jaime I ordenó la traducción de la primitiva versión de la Costum, que se hallaba escrita en lengua latina (y que muy pocos leían y comprendían), tal como lo estaban la práctica totalidad de los textos legislativos de la época, fuesen de contenido breve o extenso, al romancio, es decir, la lengua vulgar propia de la mayoría de sus usuarios valencianos. La traducción fue llevada a cabo por tres juristas al servicio del concejo municipal de la ciudad de Valencia. La traducción del manuscrito (actualmente perdido) del monasterio de Benifaçà fechado el 31 de marzo de 1261, siete días antes de que fueran
aprobados en Cortes, tiene como colofón el siguiente texto:

"Guillelmus et Vitales, illorum Bernardusque soláis traslaverunt hos foros et redigerunt IN LINGUAM PLANAM LEGALITER ATQUE ROMANAM, et dominus rex laudavit, jurandosque ratisfi cavit. Mille ducenties decies sex primo sub anno, et sub kalendis aprilis mensis, iste liber est scriptum. Jacobus sit benedictus".
"Guillermo y Vidal, y el compañero de ambos Bernardo, tradujeron estos fueros y los pusieron legalmente en lengua llana y romana, y el señor rey los alabó y con juramento los ratificó: el año mil doscientos primero sobre diez veces seis (1261, el día antes de las calendas del mes de abril (31 de marzo) este libro fue concluido de escribir. Don Jaime sea bendecido"

Los fueros establecieron también los límites del reino hasta el año 1304, delimitado por el Tratado de Almizra de 1244, a la línea Biar-Busot y a partir de esa fecha en virtud del Tratado de Torrella incorporaría Orihuela Guardamar, Elche, Santa Pola y Novelda. Este territorio era el ámbito de aplicación de la ley valenciana que estipulaba además sobre la moneda, las medidas, volúmenes y pesos, así como la redacción y datación unificada de los documentos públicos.

## Cargos e instituciones forales
- Diputación General del Reino de Valencia
- Lugarteniente General del Reino de Valencia o Virrey de Valencia.
- Gobernaciones del Reino de Valencia
- Cortes del Reino de Valencia
- Batle General del Reino de Valencia.
- Mestre Racional del Reino de Valencia
- Audiencia de Valencia
- Junta d'Electes dels Estaments
- Justicia (cargo foral de Valencia)
- Jurat en Cap (Cargo foral)
- Jurado (cargo foral de Valencia)
- Racional (cargo foral de Valencia)
- Mustaçaf (Cargo foral)
- Consejo General de Valencia
- Tribunal de las Aguas de Valencia

## Ediciones Facsímil
Dada la importancia de la obra, existen ediciones facsimilares, la última de ellas vio la luz en octubre del 2006, y fue editada por la empresa Valenciana Ceremonial Ediciones SL., sobre el original custodiado por el ayuntamiento de Valencia. La obra está acompañada por un importante trabajo de investigación a cargo de numerosos catedráticos de la Universidad de Valencia, cada uno de ellos doctor en su disciplina.